# Almost gone (The ballad of Bradley Manning)
Almost gone (The ballad of Bradley Manning) is een protestlied van Crosby, Stills & Nash uit 2012 dat werd geschreven door Graham Nash en James Raymond. Raymond speelde op dat moment in de begeleidingsband van dit trio.
Het nummer gaat over de Amerikaanse soldaat Chelsea (Bradley) Manning die gevangen zit omdat hij geheime documenten lekte naar WikiLeaks. Nash neemt het voor Manning op met in het refrein: Tell the truth and it will set you free. That’s what they taught me as a child. Het nummer is geschreven op een eenvoudige rockcompositie.
Aan Las Vegas Review-Journal vertelde Nash dat hij geen mening heeft over de schuld of onschuld van Manning, noch of hij een held of een schurk is. Met het lied wilde hij zich echter afzetten tegen de omstandigheden waaronder Manning als mens vastzit: elf maanden zonder proces wat de man geestelijk brak. Hier verwijst ook de titel van het lied naar, dat zijn toestand volgens zijn advocaat zou beschrijven.
De zaak Manning zou echter amper onder het publiek leven, aldus een recensie in The Huffington Post die de geest van de jaren zestig doodverklaart. Die conclusie werd gestaafd op onder meer het lage aantal van vierduizend hits op YouTube dat het protestlied op dat moment had bereikt.